# Michael Gunner
Michael Gunner (nascido em 6 de janeiro de 1976) é um político australiano e o antigo ministro-chefe do Território do Norte entre 2016 e 2022. Ele é membro trabalhista da Assembleia Legislativa do Território do Norte, tendo ocupado sua sede em Fannie Bay em Darwin desde a aposentadoria da então ministra-chefe Clare Martin nas eleições de 2008.